# Zimske paraolimpijske igre 2006
Zimske paraolimpijske igre 2006 so devete zimske paraolimpijske igre, ki so potekale v Torinu, Italija od 10. do 19. marca 2006. So prve zimske in druge paraolimpijske igre, ki so potekale v Italiji.